# Southgate (Londres)
Pour les articles homonymes, voir Southgate.
Southgate est un quartier du nord de Londres, en Angleterre, principalement dans l'arrondissement londonien d'Enfield, bien que certaines parties de ses franges occidentales se trouvent dans l'arrondissement londonien de Barnet. Il est situé à environ 12,9 km au nord de Charing Cross. Le nom est dérivé d'être la porte sud (south gate en anglais) à Enfield Chase. C'est une banlieue de larges routes bordées d'arbres.
Ce site est desservi par la station de métro Southgate.
Les écrivains Leigh Hunt et Paul Scott ainsi que la chanteuse Amy Winehouse y sont nés. Le marchand de thé Thomas Lipton y habitait aussi.